# Herbert Schwörbel
Herbert Schwörbel (geboren 11. November 1911 in Thessaloniki; gestorben 8. Juli 1988 in Kiel) war ein deutscher Jurist, Wirtschaftsjournalist und Diplomat. Er war von 1964 bis 1968 Botschafter der Bundesrepublik Deutschland in Ceylon.

## Leben
Der Sohn des Diplomaten Heribert Schwörbel und der Betsy Schwörbel, geborene Schmid, verbrachte seine Kindheit an den väterlichen Dienstorten in Thessaloniki und Istanbul, wo er bis 1918 die Bürgerschule besuchte. 1921 zog er mit seiner Familie nach Württemberg. Nach dem Besuch der Bürgerschule in Freudenstadt, dem humanistischen Gymnasium in Wiesbaden und dem Abitur 1930 am Internat Stella Matutina absolvierte er ein Studium der Rechtswissenschaft an den Universitäten in Wien und Berlin. 1939 wurde er mit dem Dissertationsthema Freiheit der Meere und Meistbegünstigung, ihre völkerrechtliche Geltung unter dem Gesichtspunkt des Rechts der Völker auf Existenz zum Doktor der Rechte promoviert.
Schwörbel war Mitglied der NSDAP und der SA. Er arbeitete von 1935 bis 1937 bei der Reichsstelle für Außenhandel und war nach dem Besuch der Reichspresseschule von 1937 bis 1938 als Redakteur beim Pressedienst des Leipziger Messeamtes, dessen Leitung er zuletzt innehatte, beschäftigt. 1938 nahm er seine Tätigkeit bei der Reichsstelle für den Außenhandel wieder auf und wirkte sodann als Berichterstatter für die Eildienst für amtliche und private Handelsnachrichten GmbH in Athen. Von 1942 bis 1945 wurde er als Presseattaché bei seinem Vater, dem Sonderbevollmächtigten in Presseangelegenheiten an der Botschaft des Deutschen Reichs in Athen, eingesetzt.
Schwörbel arbeitete bis 1953 als Wirtschaftsjournalist und war zeitweise Manager der Vereinigte Wirtschaftsdienste in Frankfurt am Main. 1954 trat er in den Auswärtigen Dienst der Bundesrepublik Deutschland ein und bis 1955 war er als Konsul in Istanbul tätig. Von 1955 bis 1960 war er Stellvertreter von Herbert Blankenhorn, dem Botschafter der Regierung Adenauer im NATO-Hauptquartier mit Sitz in Paris. 1960 wechselte er in die Zentrale des Auswärtigen Amtes in Bonn, wo er 1961 die Leitung des Besoldungsreferates übernahm.
Schwörbel war von 1964 bis 1968 Botschafter der Bundesrepublik Deutschland in Colombo und von 1969 bis 1974 Gesandter bei der Organisation der Vereinten Nationen für industrielle Entwicklung (UNIDO) mit Sitz in Wien.
Am 8. November 1963 unterzeichnete die Regierung Erhard ein Kapitalhilfsprogramm mit der Regierung Sirimavo Bandaranaike in Ceylon. Vom 7. bis 14. Februar 1964 besuchte Bruno Leuschner, stellvertretender Ministerpräsidenten der DDR, Colombo und am 14. Februar 1964 wurde ein Generalkonsulat der Deutschen Demokratischen Republik in Colombo eröffnet. Am 25. Februar 1964 traf der erste Generalkonsul der DDR, Ludwig Zempelburg, in Colombo ein und vor ultimo wurde ein Kapitalhilfsabkommen über 200 Millionen Sri-Lanka-Rupie unterzeichnet, woraufhin die Regierung Erhard ihr Kapitalhilfeabkommen kündigte. Am 11. Februar 1965 berichtete Schwörbel aus Colombo von einem Gespräch mit dem Generaldirektor im ceylonesischen Außenministerium, Glanville Sextus Peiris: Peiris berichtete, dass demnächst eine Delegation aus der Deutschen Demokratischen Republik in Ceylon erwartet wird, um ein seit 1963 angebotenes Kredithilfeabkommen über 80 Millionen ceylonesische Rupien abzuschließen. Peiris wies darauf hin, dass das ceylonesische Außenministerium sich bisher darum bemüht hatte, zu vermeiden, dass eine „weitergehende Aufwertung“ der DDR offenkundig würde. Nach der Einstellung der Wirtschaftshilfe aus den USA und BRD sei die Lage in Ceylon so verzweifelt, dass jedes Hilfsangebot angenommen werden müsste.
Am 24. November 1967 war Kurt Georg Kiesinger bei Dudley Shelton Senanayake. Schwörbel berichtete am 27. November 1967: Die Regierung von Senanayke sei „für die Wiedervereinigung Deutschlands und das Selbstbestimmungsrecht des deutschen Volkes“. Senanayake erwähnte den Konflikt in Vietnam und die Nah-Ost-Krise. Die Nahostkrise treffe Ceylon durch die Schließung des Sueskanals. Er erläuterte ausführlich die wirtschaftlichen Schwierigkeiten Ceylons. Kiesinger unterrichtete über die augenblicklichen Schwierigkeiten in der BRD und stellte Hilfe in Aussicht.

## Ehrungen
- 1977: Verdienstkreuz 1. Klasse der Bundesrepublik Deutschland

## Schriften
- Der internationale Beamte im Dienst der Vereinten Nationen. Fachgebiete, Aufgaben und Arbeitsbedingungen. Auswärtiges Amt, Bonn 1980.